# Communication Breakdown
"Communication Breakdown"은 영국 록 밴드 레드 제플린의 노래이며, 그들의 데뷔 앨범에 수록된 곡이다. 밴드가 투어하는 동안 매년 연주된 유일한 곡이다. 주로 공연의 첫 곡 또는 앵콜로 많이 연주되었다. 전형적인 레드 제플린식 하드록이라고 불린다.

## 구성
- 로버트 플랜트 : 리드 보컬
- 지미 페이지 : 기타, 배킹 보컬
- 존 폴 존스 : 베이스 기타
- 존 본햄 : 드럼